# دمیرچی خرابه‌سی
دمیرچی خرابه‌سی روستایی است که در استان اردبیل، شهرستان بیله‌سوار، بخش قشلاق‌دشت، دهستان قشلاق جنوبی قرار دارد.

## جمعیت
بر اساس سرشماری سال ۱۳۸۵ جمعیت این روستا ۳۲۳ نفر با ۷۵ خانوار بوده‌است.